# Shiloh 't Zand
Shiloh Kiesar 't Zand (Rotterdam, 14 maggio 2003) è un calciatore olandese, centrocampista del Feyenoord.

## Carriera
't Zand è cresciuto nel settore giovanile del Feyenoord. Il 3 luglio 2023 è stato ceduto in prestito al Dordrecht. L'11 agosto ha debuttato fra i professionisti nell'incontro di Eerste Divisie pareggiato 2-2 contro il NAC Breda. Ha segnato il suo primo gol il 15 settembre seguente, contro lo Jong Utrecht.
Il 30 luglio 2024 è passato in prestito all'Heracles Almelo, in Eredivisie.

## Statistiche

### Presenze e reti nei club
Statistiche aggiornate al 30 agosto 2024.
| Stagione        | Squadra         | Campionato      | Campionato | Campionato | Coppe nazionali | Coppe nazionali | Coppe nazionali | Coppe continentali | Coppe continentali | Coppe continentali | Altre coppe | Altre coppe | Altre coppe | Totale | Totale |
| Stagione        | Squadra         | Comp            | Pres       | Reti       | Comp            | Pres            | Reti            | Comp               | Pres               | Reti               | Comp        | Pres        | Reti        | Pres   | Reti   |
| --------------- | --------------- | --------------- | ---------- | ---------- | --------------- | --------------- | --------------- | ------------------ | ------------------ | ------------------ | ----------- | ----------- | ----------- | ------ | ------ |
| 2023-2024       | Dordrecht       | 1D              | 35+2       | 11+0       | CO              | 2               | 0               |                    | -                  | -                  |             | -           | -           | 39     | 11     |
| 2024-2025       | Heracles Almelo | ED              | 4          | 0          | CO              | 0               | 0               |                    | -                  | -                  |             | -           | -           | 4      | 0      |
| Totale carriera | Totale carriera | Totale carriera | 41         | 11         |                 | 2               | 0               |                    | -                  | -                  |             | -           | -           | 43     | 11     |